# Phil Jimenez

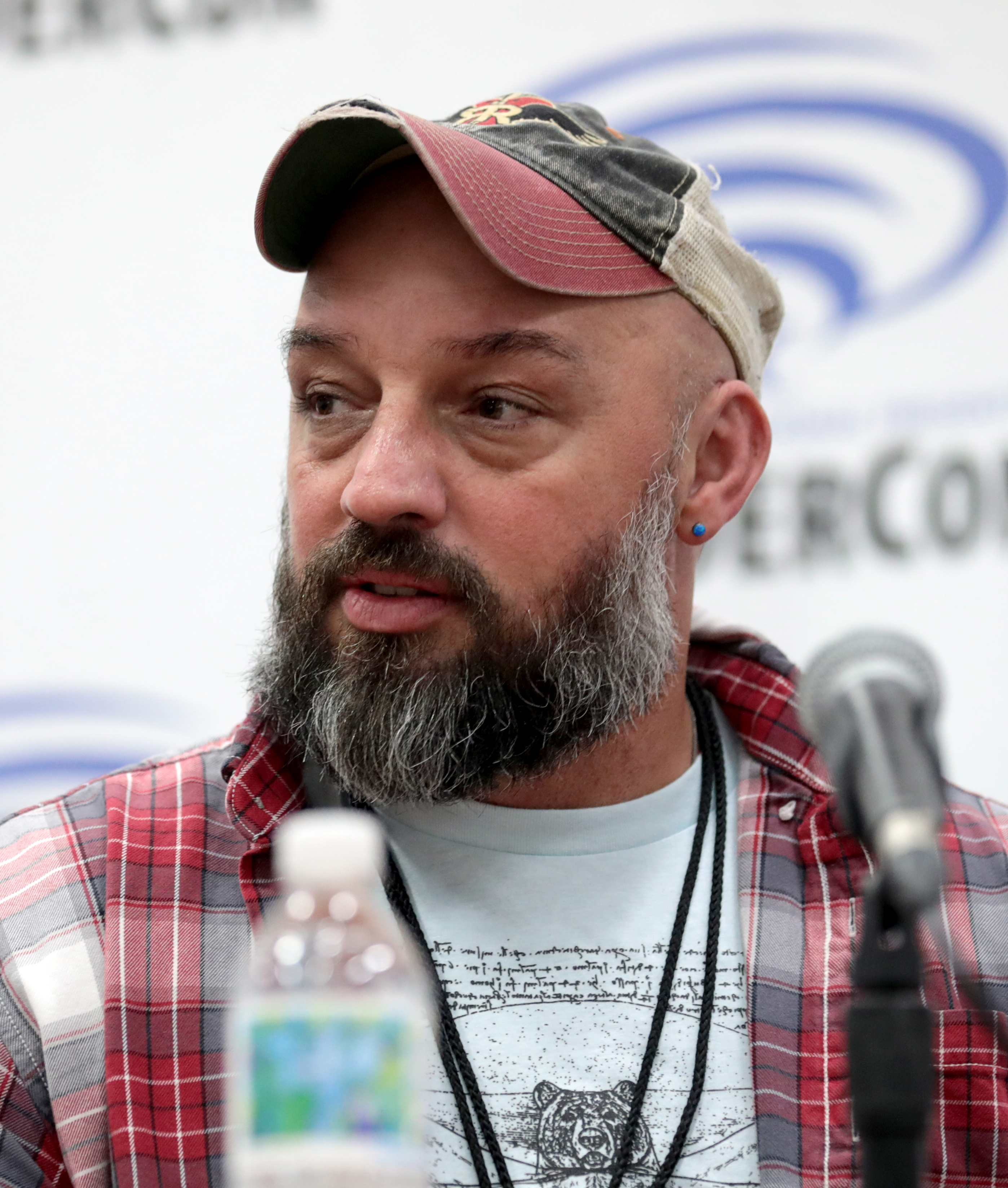
Phil Jimenez auf der WonderCon (2023)

Philip „Phil“ Jimenez (* 12. Juli 1970 in Los Angeles, Kalifornien) ist ein US-amerikanischer Comiczeichner und -autor.

## Leben
Jimenez wuchs in Los Angeles und im Orange County auf, bevor er an der New York School of Visual Design Kunst studierte. Nach dem Abschluss seines Studiums begann er 1991 als professioneller Comiczeichner für den Verlag DC-Comics zu arbeiten. Seine Erstlingsarbeit dort war die vierteilige Miniserie War of the Gods.
Es folgten diverse Arbeiten als Gastzeichner an Serien wie Batman, Miniserien wie Tempest (1996), JLA/Titans (1999) und Infinite Crisis (2006) und schließlich von 2000 bis 2003 ein dreijähriger Run an der traditionsreichen Serie Wonder Woman, die er sowohl schrieb als auch zeichnete.
Für Marvel Comics zeichnete Jimenez Serien wie Spider-Man und X-Men. Seine Arbeit an Spider-Man verschaffte Jimenez zudem ein Engagement als „Handdouble“ in dem Kinofilm Spider-Man, in dem er den Hauptdarsteller Tobey Maguire in jener Szene doubelte, in der dieser sein Spider-Man-Kostüm durch schnelle Zeichenstriche entwirft.
Die Popularität von Jimenez’ Arbeit verschaffte ihm unter anderem Beachtung in Form von Artikeln in einflussreichen Kunst- und Unterhaltungszeitschriften wie Entertainment Weekly, The Advocate und Instinct and Out.